# Recursos genètics
Els recursos genètics (o també anomenats recursos biològics) estan definits pel conveni sobre la diversitat biològica com “tot aquell material vegetal, animal o microbià que continguin unitats d'herència o gens i que presentin un valor real o potencial”. Aquests recursos són una matèria única i la més important pels agricultors.
La base biològica de la seguretat alimentària mundial, està constituïda pels recursos genètics de les plantes de cultiu i dels animals de ramaderia. Els quals corresponen al concepte d'agrobiodiversitat. Aquests recursos són els principals i primaris pels agricultors. Les diferencies entre les diverses variacions genètiques (Recursos Fitogenètics) s'ha anat recol·lectant i conservant al cap dels anys en els bancs de germoplasma.

## Història dels recursos genètics
La història dels recursos genètics comença en el Neolític, quan es va tenir en compte la possibilitat de conrear plantes. No va evolucionar durant molts mil·lennis d'anys la manera de conrear les plantes, fins que al segle XV es van incrementar els recursos a tot el món.
Igual que en el Neolític, també es van començar a criar els primers animals i a fer les primeres granges. Això va ser degut a la gran caça que hi havia i a l'escapament de recursos que hi havia. Van haver de començar aquest mode d'economia, agrícola i ramadera.
Al cap dels anys ha anat evolucionant, a causa del canvi climàtic. Els éssers humans han anat desenvolupant màquines i eines de treball les quals faciliten el treball. Van començar amb eines de fusta i pedra, després amb eines de fusta i metall i més tard amb màquines amb motor, creades amb ferro i d'una mida gran per poder produir més quantitat, perquè fos més fàcil i més còmode.

### Recursos genètics del passat
Els recursos genètics del passat i els que s'han utilitzat al llarg de la història són diversos. Hi havien dos tipus: els recursos genètics vegetals i els recursos genètics dels animals de ramaderia. Aquests recursos s'estan perdent, i això provoca que el potencial dels éssers humans per adaptar-se a noves condicions socioeconòmiques i ambientals es redueixi, per això s'utilitza una tècnica la qual consisteix en generar mutacions en les plantes, irradiant les llavors.

## Recursos genètics modificats
Hi ha recursos genètics modificables que s'ha considerat per científics de la Universitat de les Illes Balears que s'han d'implementar varietats noves, obtingudes mitjançant encreuaments amb varietats d'origen híbrid, més resistents a malalties i amb capacitats d'adaptació a les condicions del canvi climàtic.
Van parlar sobre el paper del portaempelts de vinya com a eina d'adaptació al canvi climàtic, i de la necessitat de millorar i introduir-ne de nous, vista l'evolució de les condicions dels cultius.

## Tipus de recursos genètics
Hi han dos tipus de recursos genètics: els recursos vegetals (entre ells, les plantes de cultius) i els recursos genètics animals (els quals són animals de ramaderia, animals de granja).

### Recursos vegetals
Els recursos genètics vegetals o també anomenats recursos fitogenètics són uns dels patrimonis de la humanitat més importants, per la seva singularitat. Aquests recursos han estat controlats pels agricultors al llarg dels anys, sent de gran valor pel present i el futur dels recursos genètics (l'agricultura i l'alimentació), així també com per garantir un desenvolupament agrícola sostenible que contribueixi a l'estabilitat dels agroecosistemes.
Els recursos fitogenètics constitueixen també la matèria primera indispensable pel millorament genètic dels cultius.

### Recursos ramaders
L'espectre de les diferències genètiques de cada raça d'animals, i a través de totes les races ramaderes, són els que provenen de la variació o la diversitat per aquesta espècie. Això s'ha anat formant al cap de molts milions d'anys, el que ha anat millorant totes les espècies. Una de les coses que han passat al cap d'aquests anys és que la interacció entre l'ambient i la selecció humana ha conduït fins a races genèticament definides.
Tant els esdevinguts per l'ambient com els que estan dirigits pels homes, han resultat en la major part de la diversitat que provenen de les diferències genètiques entre races. D'aquesta manera les races, i no les espècies, són una de les importàncies crucials. En el cas dels animals salvatges, només amb l'efecte de la selecció d'origen ambiental, s'observa relativament poca diversitat dintre d'una espècie.
A conseqüència de la simbiosi entre plantes i animals per la producció agrícola i l'alimentació, la diversitat dels animals domèstics és un element molt important de l'agrobiodiversitat.

## Com són utilitzats
Les utilitats dels recursos genètics són varies, entre elles estan l'agricultura i l'alimentació.
Els que tenen relació amb l'agricultura són els recursos vegetals, que són cultivats durant anys per després convertir-los en els aliments que els humans consumiran més tard. I els recursos que tenen utilitat amb l'alimentació són els recursos vegetals i els recursos dels animals ramaders, els quals els animals de granja o animals que estan en camps de conreu, dels quals s'extrauran aliments els quals ajudaran en l'alimentació dels humans.

## Problemàtiques d'accés
Las problemàtiques d'accés als recursos genètics són deguts a que els països que s'han denominat proveïdors de recursos genètics, tenen expectatives de convertir això en una via per afavorir el desenvolupament econòmic del país. Durant aquests anys s'ha vist que això no és possible degut a que hi ha molts factors que intervenen i que els governs no poden predir. Com la demanda de recursos que pot ser molt variable o els interessos de les multinacionals i els indigenes.